# …But Seriously
…But Seriously – czwarty album studyjny Phila Collinsa. Wydany w dwóch wersjach, dostępnej w większości krajów i specjalnej japońskiej, różniącej się kolejnością utworów i zawierającej dwie dodatkowe piosenki „Saturday Night And Sunday Morning” i „Heat on the Street”.
Tematyka albumu, zgodnie z tytułem, jest poważniejsza niż poprzednich płyt Collinsa. Występują piosenki poruszające poważne problemy społeczne („Another Day in Paradise”).
Album stał się numerem jeden w Wielkiej Brytanii i USA, a także trzecią (Wielka Brytania) i drugą (USA) najlepiej sprzedającą się płytą roku. „Another Day in Paradise” został siódmym (i ostatnim) utworem Collinsa, który zdobył pierwsze miejsce na liście przebojów Billboardu.
W czasopiśmie branżowym Teraz Rock wystawiono płycie ocenę 5 na 5.

## Lista utworów
Jeśli nie jest zapisane inaczej, piosenkę napisał Collins.
Wersja oryginalna
1. „Hang In Long Enough” – 4:44
2. „That's Just the Way It Is” – 5:10
3. „Find a Way to My Heart” – 6:08
4. „Colours” – 8:51
5. „Father to Son” – 3:34
6. „Another Day in Paradise” – 5:21
7. „All of My Life” – 5:36
8. „Something Happened On the Way to Heaven” (Collins / Daryl Stuermer) – 4:50
9. „Do You Remember?” – 4:36
10. „I Wish It Would Rain Down” – 5:28

Wersja japońska
1. „Hang In Long Enough” – 4:44
2. „That’s Just the Way it is” – 5:10
3. „Do You Remember?” – 4:36
4. „Something Happened on the Way to Heaven” (Collins / Daryl Stuermer) – 4:50
5. „Colours” – 8:51
6. „I Wish It Would Rain Down” – 5:28
7. „Another Day in Paradise” – 5:21
8. „Heat on the Street” – 3:51
9. „All of My Life” – 5:36
10. „Saturday Night And Sunday Morning” — (Collins / Thomas Washington) – 1:26
11. „Father to Son” – 3:34
12. „Find a Way to My Heart” – 6:08